# Johannes Capistranus
Johannes Capistranus (* 24. Juni 1386 in Capestrano in den Abruzzen; † 23. Oktober 1456 in Ilok bei Vukovar im heutigen Kroatien), lat. Ioannes Capistranus, ital. Giovanni da Capestrano, serbokroatisch Ivan Kapistran, auch Johannes Kapistran, Johann(es) von Capistran oder Johannes von Capestrano, war ein zu seiner Zeit europaweit berühmter Franziskaner, Wanderprediger, Inquisitor und zuletzt Heerführer in den Türkenkriegen. 
Er war auch für seine Judenfeindlichkeit bekannt und initiierte Verfolgungen und Pogrome gegen Juden. Aufgrund fortdauernder Verehrung und diverser Wunderberichte wurde er 1690 heiliggesprochen. In der römisch-katholischen Kirche gilt Capistranus als Schutzpatron der Rechtsanwälte und Militärseelsorger.

## Leben
Geboren am 24. Juni 1386, wurde er auf den Namen des Tagesheiligen, des hl. Johannes des Täufers, getauft. Sein Vater war ein Ritter aus dem geschlagenen Heer des im Kampf um den sizilianischen Thron unterlegenen Ludwig von Anjou, der wohl in den Dienst der siegreichen Seite übertrat und ein Vasall des Grafen von Celano mit Sitz im Bergstädtchen Capestrano wurde. In Capestrano verlebte Johannes seine Kinderjahre. Seinen Vater scheint er früh verloren zu haben. Um das Jahr 1400 immatrikulierte er sich in der damals päpstlichen Universitätsstadt Perugia zu einem Studium der Rechte, wobei er auch Kanonisches Recht hörte. Nach Abschluss des Studiums um das Jahr 1409 begann Johannes eine öffentliche Laufbahn als Rat des königlichen Gerichtshofes in Neapel, wo auch politische Prozesse abgehandelt wurden. Dort kam es zu einem Justizmord, an dem er sich anscheinend mitschuldig fühlte. Ab etwa 1412 war er Richter in Perugia. Er lebte zunächst ein vollkommen säkulares Leben und heiratete die Tochter eines Grafen. Die Ehe blieb nach seinen Angaben jungfräulich. Als Gesandter in einem Kleinkrieg zwischen italienischen Staaten wurde er 1415 gefangen genommen, ein Fluchtversuch schlug fehl und verschärfte seine Lage. Aufgrund von mehreren Visionen während seiner Haft fasste er den Entschluss, in den Franziskanerorden einzutreten. Nachdem er gegen ein mäßiges Lösegeld von 40 Dukaten freigelassen worden war, löste er seine Ehe auf und nahm öffentlich Abschied von der Welt, indem er rücklings auf einem Esel sitzend auf den Marktplatz ritt; dies war ein Ritual, wie damals Schwerverbrecher zum Richtplatz geführt wurden.
Im Oktober 1415 trat Capistran als Novize in das Kloster der Franziskanerobservanten in Perugia ein, wo er sich einer strengen Askese unterwarf. Wahrscheinlich 1417 empfing er die Priesterweihe; noch im gleichen Jahr begann er zu predigen. Im Jahr 1418 bemühte er sich während einer Audienz bei Papst Martin V. in Mantua, den Papst zu entschiedenen Maßnahmen gegen die als häretisch eingeschätzte franziskanische Gemeinschaft der Fratizellen zu veranlassen; der Papst ernannte ihn zum Inquisitor und stattete ihn mit Vollmachten gegen die Fratizellen aus. Capistran betrachtete es laut Hofer als eine besondere Lebensaufgabe, den Fratizellismus auszurotten. Daneben wurde er auch damit beauftragt, zwischen Konventualen und Observanten zu vermitteln. Auf ihn gehen die Martinianischen Konstitutionen von 1430 zurück. Nachdem Bernhardin von Siena Capistran in Theologie unterrichtet und zum Prediger ausgebildet hatte, war er in den 1420er Jahren als Wanderprediger in Italien unterwegs. Capistran stiftete 1426 Frieden zwischen den verfeindeten Abruzzen-Städten Sulmona und Lanciano sowie 1427 zwischen Lanciano und Ortona.
Capistran war ein einflussreicher Berater für mehrere Päpste. Mit den Päpsten Eugen IV., Nikolaus V. und Kalixt III. stand er bereits lange vor deren Papstwahl auf freundschaftlichem Fuße. Am Hof der Päpste hatte er zu ihnen einen besonderen Zugang, und auch sonst blieb er mit ihnen in schriftlichem Verkehr. Dieses enge Verhältnis wurde von ihm selbst gesucht. Nach dem Tod der Königin  Johanna II. von Neapel hielt er sich als päpstlicher Gesandter 1435/36 zweimal für mehrere Monate im Königreich Neapel auf, um im Thronstreit zu vermitteln. In der Auseinandersetzung zwischen Konziliaristen und Papalisten über die Autorität von Konzilien unterstützte er als Papalist die Anerkennung der päpstlichen Vollgewalt; um 1440 verfasste er einen Traktat über die päpstliche Machtvollkommenheit.
1451 errichtete Capestrano eine Österreichisch-Böhmischen Observantenvikariats (vicaria Austriae et Bohemiae) mit St. Theobald ob der Laimgrube in Wien, 1458 mit der Übernahme des Franziskanerklosters in Katzelsdorf.

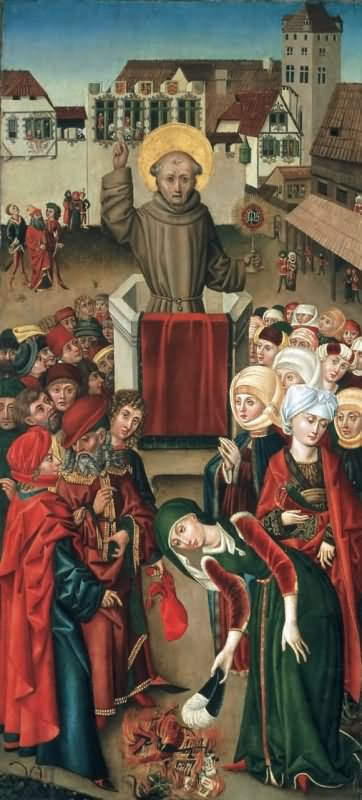
Bußprediger Johannes Capistranus (1470/80)

Ein 1519 entstandener Holzschnitt von Hans Schäufelin stellt die Verbrennung von Würfeln, Karten und Brettspielen durch Nürnberger Bürger nach einer 1452 dort gehaltenen Predigt dar.

### Judenverfolgung
Im Laufe des Mittelalters hatte die katholische Kirche in ihr kanonisches Recht Gesetze aufgenommen, die das Leben und die Berufsausübung von Juden stark einschränkten. Papst Martin V. machte einige dieser Einschränkungen rückgängig und gestattete 1421, dass in Spanien jüdische Ärzte christliche Patienten behandeln dürfen; 1422 erging ein päpstlicher Erlass gegen judenfeindliche Prediger. Allerdings widerrief der Papst Anfang 1423 beide Erlasse. Der Schwenk des Papstes konnte bisher nicht historisch aufgeklärt werden – nach Hofer ist er auf den Einfluss Capistrans zurückzuführen, insbesondere weil dieser an der päpstlichen Kurie in der Judenfrage, und gerade in Bezug auf Spanien, zu Rate gezogen wurde. Bei weltlichen Herrschern wurde Capistran wiederholt vorstellig, um durchzusetzen, dass einschränkende und diskriminierende Judengesetze in ihrer vollen Härte angewendet werden, z. B. die Kleiderordnung mit Verpflichtung zu einer Judentracht. Als 1427 Papst Martin V. die Königin Johanna II. von Neapel ermahnte, ihre Strenge gegen die Juden zu mildern, erklärte diese, das strenge Edikt sei auf Ansuchen Capistrans erlassen worden. 1447 erließ Papst Nikolaus V. eine Bulle, die nach Hofer auf eine Anregung Capistrans zurückgehen dürfte und die die strenge Anwendung der Judengesetze einforderte bzw. diese Gesetze verschärfte. Die Absperrung der Juden von jedem Verkehr mit Christen sollte bis an die Grenze des Möglichen durchgeführt werden. Capistran, auch „Geißel der Hebräer“ genannt, wurde selbst mit der Durchführung der Bulle betraut. Er soll dem Papst sogar angeboten haben, sämtliche Juden Italiens auf Schiffe zu verladen und sie in einem fernen Land abzusetzen. Buchstäblich durchgeführt, wäre die Bulle den italienischen Juden zur Katastrophe geworden, sie wurde aber aufgrund anschließender Abmilderungen nicht in voller Härte zur Anwendung gebracht.
1453 kam es zu einem Pogrom in Breslau. Ein Bauer aus Langewiese bei Oels hatte Juden der Hostienschändung beschuldigt. Die Ältesten der Juden hätten sich Hostien angeeignet und sie mit Stöcken ausgepeitscht und damit entweiht. Capistrano wurde vom König mit der Untersuchung beauftragt. Daraufhin wurden am 2. Mai 1453 alle 318 Juden in Breslau und Umgebung in Breslau inhaftiert und Geständnisse mit Folter erpresst. Capistrano ließ 41 Juden auf dem Scheiterhaufen verbrennen und die übrigen aus der Stadt ausweisen, die Kinder jedoch mussten zurückgelassen und zwangsgetauft werden. Das Vermögen der Juden wurde eingezogen, was nach Cohn das eigentliche Motiv für den Pogrom war. Cohn fand allein in dem Archiv elf Hefte mit Schuldbriefen, die den Juden gehört hatten. Es gab auch große Inventare anderer Gegenstände, die die Juden besessen hatten. 1455 bekam die Stadt Breslau von König Ladislaus Postumus das verbriefte Privilegium de non tolerandis Judaeis („Privileg zur Nichtduldung der Juden“), das de jure bis 1744 in Kraft blieb.
Capistran warf zudem dem polnischen König Kasimir IV. vor, dass die in Polen geltenden Sonderrechte für Juden gegen Kirchenrecht verstoßen würden. Die Niederlage Kasimirs IV. in der Schlacht bei Konitz 1454 sah Capistran als göttliche Strafe für das Verhalten des Königs an.

### Hussiten
Als Folge von Verhandlungen auf dem Konzil von Basel kam es Ende 1433 zum Friedensabkommen der Prager Kompaktaten zwischen der katholischen Kirche und dem gemäßigten Flügel der Hussiten, den Utraquisten, die daraufhin wieder unter Wahrung einer Sonderstellung in die katholische Kirche aufgenommen wurden. Nach dem militärischen Sieg über die radikalen Taboriten 1434 in der Schlacht bei Lipan waren die fast zwanzig Jahre dauernden Hussitenkriege beendet. Von August 1451 bis Juni 1452 war Capistran zwecks Hussitenmission in Mähren und Böhmen sowie von Juli bis August 1454 nochmals in Mähren. Er erkannte die Kompaktaten nicht an, betrachtete die Utraquisten als Häretiker und wollte die Aufhebung ihrer Sonderstellung erreichen. Zusätzlich zu seinen Predigten verfasste Capistran Hussitentraktate. Papst Nikolaus V. gingen seine Aktivitäten zu weit; er wollte, dass Capistran sich auf seelsorgerliche Aktivitäten wie das Predigen und Hören der Beichte beschränke, ohne politisch Einfluss zu nehmen. Ende 1451 schränkte ein päpstliches Schreiben Capistrans Befugnisse als Inquisitor ein. Capistran bat darauf den Papst um die ausdrückliche Ungültigkeitserklärung der Kompaktaten sowie um eine Vollmacht, gegen die Hussiten inquisitorisch vorgehen zu dürfen, wenn nötig unter Anrufung des weltlichen Armes; die im Mai 1452 zugestellten Antwort des Papstes erkannte Capistrans Bemühungen zwar an, überging diese Anträge aber mit Stillschweigen. Trotz mancher lokaler Erfolge konnte Capistran die Ziele seiner Hussitenmission nicht erreichen. Im Jahr 1462 – nach Capistrans Tod – erklärte Papst Pius II. die Kompaktaten für ungültig.

### Türkenkrieg
Nachdem die Türken im November 1444 ein christliches Kreuzfahrer-Heer in der Schlacht bei Warna besiegt hatten, rief Papst Eugen IV. erneut zum Kreuzzug gegen die Türken auf und ernannte Anfang 1445 eine Reihe von Kreuzpredigern, darunter auch Capistran. Zu dieser Zeit standen für ihn aber noch andere Aufgaben im Vordergrund. Nach der Eroberung Konstantinopels rief Papst Nikolaus V. wiederum zu einem Kreuzzug gegen die Türken auf, konnte für dieses Ziel aber keine Begeisterung entfachen. Capistran, der sich zuvor in Polen aufgehalten hatte, begann im Mai 1454 auf deutschem Boden mit seinen Kreuzpredigten. (Dass er bereits früher, z. B. in Wien, Türkenpredigten gehalten haben soll, hält Hofer für unwahrscheinlich.) Da Capistran in Deutschland wenig Unterstützung für diesen Kreuzzug fand und zudem Nachrichten über das Vorrücken der Türken in Richtung Ungarn eintrafen, reiste er nach Ungarn. Er ließ dabei die drängenden Bitten seiner Ordensbrüder unberücksichtigt, die ihn wegen innerfranziskanischer Konflikte unbedingt nach Italien holen wollten. Im Juni 1455 nahm er an den Beratungen des ungarischen Reichstags in Raab teil und versuchte, die zerstrittenen Adligen zu gemeinsamem Handeln zu bewegen. Anschließend zog er predigend durch das Königreich Ungarn einschließlich Siebenbürgen. Erst als im April 1456 Sultan Mehmed II. mit einem starken Heer gegen die Südgrenze des Königreichs Ungarn vorstieß, kam die zuvor schleppende Aufstellung von Truppen voran. Capistran warb mit seinen Kreuzpredigten eine große Zahl von Freiwilligen an, die zwar kampfbegeistert, aber schlecht bewaffnet waren. Im Juli 1456 nahm er unter der Führung von Johann Hunyadi an der erfolgreichen Verteidigung Belgrads teil. Kurz nach dem Krieg kam es zum Ausbruch einer Seuche, der auch Hunyadi erlag. Anfang August trat bei Capistran hohes Fieber auf, am 23. Oktober 1456 starb er in Ilok, Kroatien.
Nach dem Sieg entstand ein Streit unter den Anhängern von Hunyadi und Capistran, wem von beiden der Hauptanteil am Sieg zukomme. Obwohl es viele Augenzeugenberichte über die Schlacht um Belgrad gibt, lässt sich der Ablauf des Kampfes nicht eindeutig bestimmen, weil die verschiedenen Berichte der Augenzeugen schon früh zur Parteisache gemacht wurden.

## Nachleben
Sein Leichnam hatte siebzig Jahre lang in einer Seitenkapelle der Franziskanerkirche von Ilok geruht und ist seit der Eroberung Iloks durch die Osmanen 1526 verschollen. Heute gibt es die St. Ivan-Kapistran-Kirche auf dem Platz seines Todes.
Kurz nach Capistrans Tod gab es erste Bemühungen um seine Heiligsprechung. Kardinal Juan Carvajal sprach sich entschieden dagegen aus und warf ihm Unbesonnenheit während der Schlacht um Belgrad, Ruhmsucht und zornmütiges Wesen vor. Unter anderem habe er sich durch das Verschweigen der Verdienste Hunyadis in seinen Schlachtberichten als ruhmsüchtig erwiesen. Carvajals dreifache Anklage war zwar nicht die entscheidende Ursache dafür, dass die Heiligsprechung erst nach 234 Jahren erfolgte, hatte dabei aber eine gewisse Rolle gespielt. In den folgenden Jahren sammelten Capistrans Anhänger schriftliche Zeugnisse über sein Wirken und legten eine umfangreiche Sammlung von Wunderberichten an. Dagegen wurden anonym auch Zweifel an seiner Heiligkeit geäußert; so hieß es unter anderem, die Wunderheilungen beruhten auf Selbsttäuschungen der Kranken, die durch Capistrans Begleiter hervorgerufen wurden. Ende 1514 gestattete Papst Leo X. der Diözese Sulmona, in deren Gebiet Capistrans Geburtsort Capestrano liegt, ihn als Seligen zu verehren. Papst Alexander VIII. sprach Capistran am 16. Oktober 1690 heilig. Erst ab 1885 wird sein Fest in der ganzen katholischen Kirche begangen.

## Gedenken

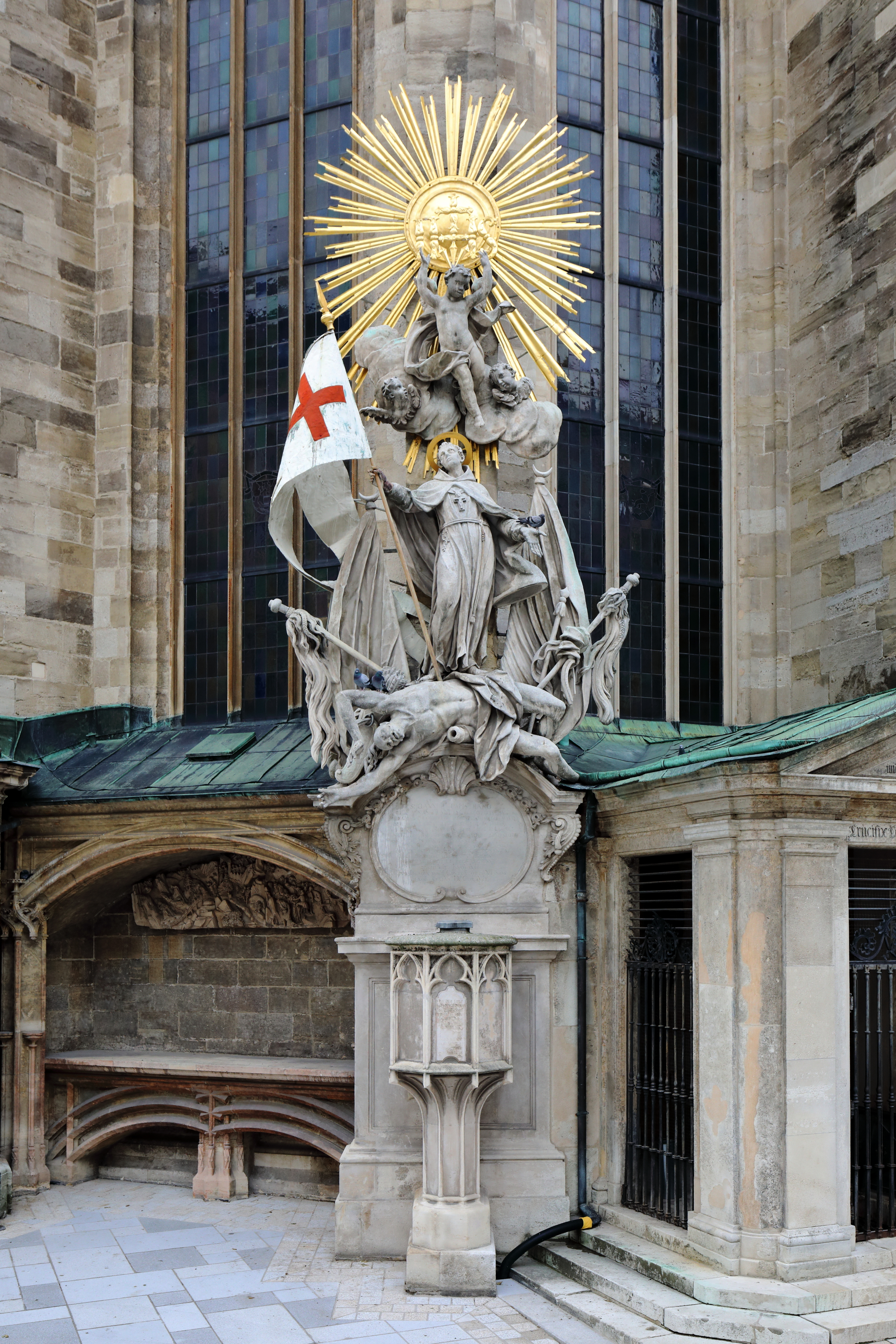
Capistrankanzel nordostseitig außen am Wiener Stephansdom

Sein Gedenktag ist in der katholischen Kirche sein Todestag, der 23. Oktober.
Kirchen mit Capistran-Patrozinium (Johannes-Capistranus-Kirche) sind St. Johann von Capistran (München), St. Johann Kapistran (Wien) und St. Johannes Kapistran in Sankt Pölten. in Salzburg-Gneis (Salzburg) die 1966 erbaute Pfarrkirche. Die 1968 erbaute Kirche St. Johannes Capistran in Berlin-Tempelhof wurde im Rahmen von Berliner Kirchenschließungen 2004 geschlossen und 2005 abgerissen.
Die Stadt San Juan Capistrano in Kalifornien (USA) ist nach ihm benannt. Die Capistrankanzel an der Außenseite des Wiener Stephansdoms zeigt in ihrem barocken Aufsatz Capistran, wie er seinen Fuß auf den Leichnam eines besiegten Türken stellt. Im Jahr 1906 wurde in Wien-Mariahilf (6. Bezirk) die Windmühlgasse in Capistrangasse nach ihm umbenannt. Im Franziskanerorden wird Kapistran zuweilen als Ordensname vergeben, z. B. im Fall von Kapistran Pieller oder Capistrano Francisco Heim.

## Rezeption
Nicht nur der Anteil Capistrans am Sieg in der Schlacht um Belgrad ist umstritten, sondern auch die Auswirkungen dieses Sieges auf die europäische Geschichte. Während katholische Heiligenbücher Capistran wegen dieses Sieges als Retter des Abendlandes feiern, erwähnt der Historiker Erich Meuthen in seinem Standardwerk über das 15. Jahrhundert diesen Sieg lediglich in einem Halbsatz und den Sieger überhaupt nicht: „Die Türken dehnten, trotz der Niederlage vor Belgrad 1456, ihre Macht auf dem Balkan immer weiter nach Norden aus.“